# Jeanne Loriod
Jeanne Loriod (13 de julio de 1928 - 3 de agosto de 2001) fue una músico francesa , considerada la principal exponente mundial de las ondes Martenot , uno de los primeros instrumentos electrónicos.

## Biografía
Nacida en Houilles, Yvelines,  fue la hermana menor de Yvonne Loriod, la pianista y segunda esposa de Olivier Messiaen. Actuó en todas las obras de Messiaen para ondes Martenot, más notablemente en el Turangalîla-Symphonie, la cual grabó seis veces. sin embargo, la obra no fue escrita para ella, sino para Ginette Martenot , hermana del inventor Maurice.
El enorme repertorio de Loriod incluía catorce conciertos, unas trescientas obras con partes concertantes para ondes y otras 250 obras de cámara.  También actuó en numerosas bandas sonoras de películas (incluida, quizás la más accesible, la película animada de 1981 Heavy Metal ), y publicó un trabajo definitivo sobre el instrumento, el tratado de tres volúmenes Technique de l'onde electronique type Martenot (1987) .
Sufrió un derrame cerebral y se ahogo mientras nadaba cerca de Antibes en la Riviera francesa en agosto de 2001.